# Marian Cegielski (urzędnik)
Marian Józef Cegielski (ur. 19 marca 1944 w Karbowie) – polski urzędnik państwowy i samorządowy, w 1998 wicewojewoda elbląski.

## Życiorys
Syn Stanisława, zamieszkał w Malborku. Został członkiem Unii Wolności, z jej ramienia w 1997 kandydował do Senatu w okręgu elbląskim (zajął 4 miejsce na 9 kandydatów). Od stycznia do grudnia 1998 sprawował funkcję ostatniego w historii wicewojewody elbląskiego.
W 1998 został wicestarostą powiatu malborskiego, nowa koalicja odwołała go z tej funkcji w listopadzie 1999. Decyzję unieważnił wojewoda, a wyrok Naczelnego Sądu Administracyjnego z września 2002 przywrócił go na stanowisko wicestarosty, uznając decyzję za bezprawną (po kilku dniach ponownie stracił ten fotel). Później pracował m.in. jako dyrektor Zakładu Utylizacji Odpadów Stałych w Tczewie (2001–2016) oraz wicedyrektor Malborskiego Towarzystwa Budownictwa Społecznego. W 2016 przeszedł na emeryturę.